# Киги
Киги́ (баш. Ҡыйғы) — река в Республике Башкортостан, правобережный приток реки Ай протяжённостью 87 км, площадь водосборного бассейна — 1370 км². Протекает от истока до устья по территории Кигинского района. Русло извилистое, неустойчивое, дно илистое, местами песчано-галечное, берега крутые, высокие.
На реке Киги расположены сёла Нижние Киги, Верхние Киги и деревни Тёплый Ключ (рядом с ней в XVIII веке через реку был наведён каменный Екатерининский мост), Идрисово.

## Этимология
Название реки Киги имеет тюркское происхождение и является вариацией местного названия — Ҡыйғы, что переводится как «изломанная, кривая». От наименования реки образовались названия сёл Нижние Киги и Верхние Киги..

## Бассейн
- Ик — 23 км по правому берегу
  - Васелга — 24 км по правому берегу р. Ик
  - Канканда — 32 км по правому берегу р. Ик
    - Майгаза — 2,9 км по правому берегу р. Канканда
    - Емазы — 5,7 км по правому берегу р. Канканда
- Лаверга — 35 км по правому берегу
- Леуза — 52 км по правому берегу
  - Айса — 8,7 км по правому берегу р. Леуза

## Экология
Загрязняется стоками Кигинского маслозавода и Кигинского пищекомбината, а также неорганизованными сбросами с сельскохозяйственных объектов.
В реке возросли среднегодовые концентрации меди с 2 до 5 ПДК, при снижении железа общего с 13,2 до! 1,4 ПДК, нефтепродуктов с 11,4 до 3,6 ПДК. Уровень загрязненности воды в реке азотом аммонийным, азотом нитратным, азотом нитритным, цинком сохранился в пределах нормы, никель наблюдался до 1,8 ПДК. Коэффициент комплексности загрязненности воды возрос с 27,62 до 31,43.

## Данные водного реестра
По данным государственного водного реестра России относится к Камскому бассейновому округу, водохозяйственный участок реки — Ай от истока и до устья, речной подбассейн реки — Белая. Речной бассейн реки — Кама.